# Beata Kurkul
Beata Kurkul (en lituà: Beata Kurkul i en ucraïnès: Беата Куркуль; Vílnius, Lituània, 21 de gener de 1979) és una artista i voluntària ucraïnesa d'origen polonès i lituà. S'ha fet famosa arran de les seves pintures que retraten els guàrdies fronterers ucraïnesos, soldats de l'exèrcit ucraïnès o fins i tot participants a la defensa d'Ucraïna contra la invasió russa.

## Biografia
Beata Kurkul va néixer el 21 de gener de 1979 a Vílnius en el si d'una família polonesa de classe mitjana; la seva mare era química i el seu pare enginyer. Deu el seu nom al fet que era el de l'actriu preferida del seu pare: Beata Tyszkiewicz. El 1997, tot i que Beata es va graduar en una escola d'art, va decidir fer estudis superiors en el camp de la medicina, a la Universitat de Vilnius. Va treballar després com a infermera, fins que l'esgotament laboral l'obligà a abandonar la professió.
Admiradora de les pel·lícules Star Wars, va començar a passar molt de temps als fòrums de fans fins que a finals de 2004, se'n va anar a la capital ucraïnesa per a trobar-se amb un altre fan, que esdevindria més endavant el seu futur marit, l'ucraïnès Mykola Avdieiev, a qui havia conegut anteriorment a un fòrum. Després de proposar-li aquest matrimoni el 2007 es van casar l'any següent. Decidiren anar a viure a Ucraïna, més aviat que a Lituània, ja que l'adaptació semblava més fàcil per a Beata, que ja parlava rus i entenia l'ucraïnès (per la seva semblança amb el polonès que també parla), que per al seu marit.

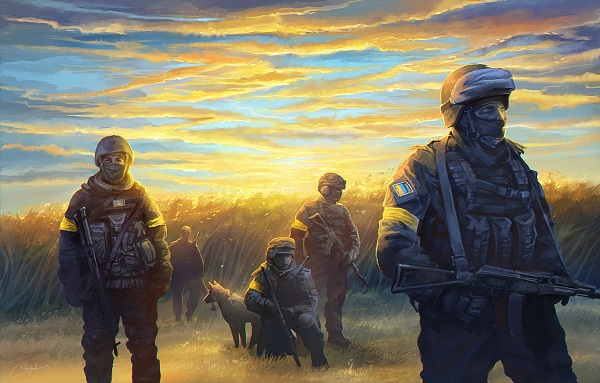
Світанок ("Sortida del sol") publicat amb el pseudònim Noldofinve